# Angèle (cantante)
Angèle Joséphine Aimée Van Laeken (Uccle, 3 dicembre 1995) è una cantante, compositrice e pianista belga, nota con il mononimo di Angèle.
Esponente di punta della scena musicale francofona del nuovo millennio, nel 2018 ha stabilito il record di permanenza al primo posto nella classifica dei singoli più ascoltati in Belgio con il brano Tout oublier.

## Biografia
Nel 2018 è stato pubblicato l'album in studio di debutto Brol, il più grande successo commerciale del 2019 sia in Belgio che in Francia, cui ha fatto seguito il secondo album Nonante-cinq (2021).
Il 21 ottobre 2021 ha pubblicato il singolo Bruxelles je t'aime, che ha anticipato l'uscita del secondo album di inediti Nonante-cinq. Il progetto è stato promosso attraverso l'omonimo tour mondiale, che ha portato Angèle esibirsi in concerti tenuti presso teatri, palazzetti e festival musicali tra Francia, Belgio, Spagna, Svizzera, Canada, Stati Uniti, Regno Unito e Paesi Bassi.

### Vita privata
Dal 2017 al 2019 è stata fidanzata con il ballerino e coreografo Léo Walk. Sulla fine della loro relazione e sull'acquisita notorietà, Angèle ha scritto la canzone Perdus.
Nell'agosto 2020, Angèle ha annunciato su Instagram che stava avendo una relazione con la comica francese Marie Papillon, permettendole in questo modo di fare coming out in merito alla propria bisessualità. Le due si sono separate l'anno seguente. Nel suo documentario eponimo trasmesso da Netflix, Angèle ha confermato la propria bisessualità.
È sorella del cantante Roméo Elvis.

## Discografia

### Album in studio
- 2018 – Brol
- 2021 – Nonante-cinq

### Singoli
- 2017 – La loi de Murphy
- 2018 – Je veux tes yeux
- 2018 – La thune
- 2018 – Jalousie
- 2018 – Tout oublier (con Roméo Elvis)
- 2019 – Balance ton quoi
- 2019 – Flou
- 2019 – Perdus
- 2019 – Oui ou non
- 2020 – Ta reine
- 2020 – Fever (con Dua Lipa)
- 2021 – Bruxelles je t'aime
- 2022 – Démons
- 2022 – Libre
- 2022 – Amour, haine & danger

## Filmografia
- Annette, regia di Leos Carax (2021)
- Asterix & Obelix - Il regno di mezzo (Astérix et Obélix: l'Empire du Milieu), regia di Guillaume Canet (2023)

## Tournée
- 2018/20 – Brol tour
- 2022/23 – Nonante-cinq tour